# Lisburn (District)
Lisburn (irisch Lios na gCearrbhach) war einer der 26 nordirischen Districts, die von 1973 bis 2015 bestanden. Der District, dessen Gebiet in den traditionellen Grafschaften Antrim und Down lag, wurde 1973 eingerichtet. Bedeutende Orte im District waren die Stadt Lisburn, die auch Verwaltungssitz war, sowie Aghalee, Dunmurry, Drumbo, Dromara, Glenavy, Hillsborough, Maghaberry und Moira. Zum 1. April 2015 ging er im neuen District Lisburn and Castlereagh auf, wobei Dunmurry Village, Colin Glen, Kilwee, Lagmore, Twinbrook, Poleglass und Edenderry dem District Belfast zugeschlagen wurden.
Da die Stadt Lisburn den Status einer City besitzt, trug die Verwaltungsbehörde des gesamten Distrikts die Bezeichnung Lisburn City Council.

## Lisburn City Council
Die Wahl zum Lisburn City Council am 11. Mai 2011 hatte folgendes Ergebnis:
| Partei | Partei                                    | Ergebnis 2011 | Ergebnis 2011 | Veränderung zu 2005 | Veränderung zu 2005 |
| Partei | Partei                                    | Sitze         | Stimmen       | Sitze               | Stimmen             |
| ------ | ----------------------------------------- | ------------- | ------------- | ------------------- | ------------------- |
|        | Democratic Unionist Party (DUP)           | 14            | 41,0 %        | 1                   | 0,7 %               |
|        | Sinn Féin                                 | 5             | 20,3 %        | 1                   | 2,8 %               |
|        | Ulster Unionist Party (UUP)               | 5             | 16,6 %        | −2                  | −5,9 %              |
|        | Alliance Party                            | 3             | 10,4 %        | 0                   | 1,2 %               |
|        | Social Democratic and Labour Party (SDLP) | 3             | 8,8 %         | 0                   | −0,3 %              |
|        | Green Party                               | 0             | 0,9 %         | 0                   | 0,2 %               |
|        | Traditional Unionist Voice                | 0             | 0,7 %         | 0                   | 0,7 %               |
|        | Sonstige                                  | 0             | 0,6 %         | 0                   | −0,2 %              |